# Trissolcus
Trissolcus (лат.) — род паразитических наездников-яйцеедов из семейства Scelionidae (Telenominae).

## Описание
Взрослые особи крайне мелкие, длина около 1 мм. Обладают компактным темноокрашенным телом. Голова широкая, поперечная, шире груди. Усики самок 11-члениковые (булава 6-члениковая), у самцов усики состоят из 12 сегментов (булава не дифференцирована). Грудь выпуклая, морщинистая. Тергиты и стерниты брюшка не слиты. Личинки развиваются в яйцах клопов Pentatomidae (Pentatomomorpha), поэтому некоторые виды применяются в биоконтроле клопов-вредителей. В СССР отсутствовал, но был завезён в Воронежскую область.

## Классификация
Более 150 видов.
- T. alpestris (Kieffer, 1909)
- T. ancon Johnson, 1991
- T. arminon (Walker, 1838)
- T. asperlineatus (Mineo & Szabó, 1981)
- T. basalis (Wollaston, 1858)
- T. belenus (Walker, 1836)
- T. biroi (Szabó, 1965)
- T. brochymenae (Ashmead, 1881)
- T. cantus Kozlov & Le, 1977
- T. circus Kozlov & Le, 1976
- T. choaspes (Nixon, 1939)
- T. corai Talamas, 2017
- T. davatchii (Javahery, 1968)
- T. discolor (Ratzeburg, 1848)
- T. djadetshko (Ryakhovskii, 1959)
- T. dryope (Kozlov & Le, 1976)
- T. elasmuchae (Watanabe, 1954)
- T. eriventus Lê, 1997
- T. eurydemae (Vasiliev, 1915)
- T. evanescens Kieffer, 1904
- T. festivae (Viktorov, 1964)
- T. flavipes (Thomson, 1861)
- T. fulmeki (Soyka, 1942)
- T. grandis (Thomson, 1861)
- T. japonicus (Ashmead, 1904)
- T. kozlovi Ryakhovskii, 1975
- T. lampe (Kozlov & Le, 1976)
- T. levicaudus Talamas, 2017
- T. lodosi (Szabó, 1981)
- T. manteroi (Kieffer, 1909)
- T. nycteridaner Talamas, 2017
- T. oenone (Dodd, 1913)
- T. oobius (Kozlov, 1972)
- T. pentatomae (Rondani, 1877)
- T. perrisi (Kieffer, 1906)
- T. perepelovi Kozlov
- T. personatus Johnson, 1991
- T. pseudoturesis (Ryakhovskii, 1959)
- T. radjabii Iranipour & Johnson, 2010
- T. rufiventris (Mayr, 1907)
- T. scutellaris (Thomson, 1861)
- T. schimitscheki (Szelenyi, 1942)
- T. semistriatus (Nees, 1834)
- T. simoni (Mayr, 1879)
- T. theste (Walker, 1838)
- T. tumidus (Mayr, 1879)
- T. valkyria Johnson & Talamas, 2015
- T. vassilliewi (Mayr, 1879)
- T. viktorovi Kozlov, 1968
- T. volgensis (Viktorov, 1964)
- T. waloffae (Javahery, 1968)
- T. zakotos Talamas, 2015
- другие